# Jindřich Niederle
Jindřich Niederle (ou Nydrle), né le 28 octobre 1840 à Stará Paka et mort le 8 septembre 1875 à Nová Paka, est un philologue tchèque et un professeur de langues classiques. Il fit ses études à l’Université de Prague et il devint ensuite professeur de latin et de grec dans différents lycées en Bohême. En 1874, il fonda avec Jan Gebauer et Jan Kvíčala la revue Listy filologické a paedagogické où il publia quelques extraits de sa traduction d’Homère. Cette traduction attira l’attention du milieu scientifique qui la jugea parfaite. Vu ses capacités exceptionnelles, il aurait pu devenir professeur à l’université, mais le choix tomba sur le professeur Gustav Linker. 
Parmi ses œuvres scientifiques figure surtout la Grammaire de la langue grecque, considérée comme une des meilleures grammaires grecques en tchèque jamais écrites. Niederle ne put malheureusement pas poursuivre ses travaux : il tomba malade dès le mois de mars de 1875 et il décéda dans sa région natale quelques mois plus tard.

## Œuvres
- O některých epithetech homerských, (1875)
- Mluvnice jazyka řeckého pro gymnásia česká (Grammaire de la langue grecque), (1873)